# アンナ・チャップマン
アンナ・チャップマン（ロシア語: Анна Васильевна Чапман、英語: Anna Chapman、1982年2月23日 - ）はロシア対外情報庁（SVR）に所属するロシアのスパイ。日本では、その容姿から「美しすぎるスパイ」等と言われ、一部で話題となった。

## 来歴
ロシア西部のヴォルゴグラードで、アンナ・ヴァシーリエヴナ・クシチェンコ（英語: Anna Vasil’yevna Kushchyenko、ロシア語: А́нна Васи́льевна Кущенко）として生まれる。父親は元ソ連国家保安委員会（KGB）の幹部職員で、現在はロシア政府外交官を務めるワシーリー（ヴァシーリー）・クシチェンコ（ロシア語: Василий Кущенко）。なお、イギリスの新聞デイリー・テレグラフ紙がロシアの新聞モスコフスキー・コムソモーレツ紙の情報として伝えるところによれば、クシチェンコはかつて同じKGBの諜報員を務め、現在はウラジーミル・プーチン首相の下で副首相を務めているセルゲイ・イワノフと、ケニアのナイロビで同僚として働いていたという。
2003年にロシア諸民族友好大学で経済学の学位を取得・卒業する。ただし、学歴については様々な情報があり、元夫のアレックス・チャップマン（後述）は、アンナはモスクワ大学で経済学の学位を取得したと証言している。大学卒業後は、イギリスの航空会社「ネットジェッツ・ヨーロッパ」や、投資銀行のバークレイズを経て、ヘッジファンドのNavigatoのマーケティング部長として勤務しているが、イギリスメディアではこの期間も諜報活動を行っていたのではとの見方が出ている。
2001年にロンドンのダンスクラブでイギリス人のアレックス・チャップマン（Alex Chapman）と出会い翌年に学生結婚。チャップマン姓とイギリス国籍を取得している。
2006年に離婚するも姓は変えず活動。同年10月、PropertyFinder Ltd.社（Domdot.ru）を設立し、その社長となる。
2007年7月～2008年3月、投資会社KIT Fortis Investmentsの副社長。退職後、モスクワに戻り、ベンチャー企業の経営・支援に従事した。
2010年2月、アメリカに核弾頭開発計画の情報を収集するスパイとしてアメリカへ入国、アメリカ人になりすまし、表向きにはマンハッタンの不動産会社（NYCrentals.com）、ベンチャー企業TIME Venchures を経営する敏腕女性社長を演じ、諜報活動を行っていた。

### 逮捕
FBIのおとり捜査員が接近したところ2日以内にモスクワへ逃亡する意思を示したため2010年6月27日、他の9人のスパイとともに一斉検挙された。
アメリカメディアでは「ロシアスパイ団の驚くほど美しいアンナ・チャプマンが逮捕された」「アンナのグラマーショットをチェックせよ」等といった見出しが踊っている。Facebookには自らの写真・映像を公開していたことも判明した。元夫によればIQは162あったとされる。

### その後
統一ロシアの集会に参加した。
ロシアで一躍人気者となり、テレビ司会者として活躍。
一方では、ファンド・サービス・バンクの頭取顧問も務める。
2013年5月23日、ファンド・サービス・バンク取締役就任。